# Joseph Heiserer

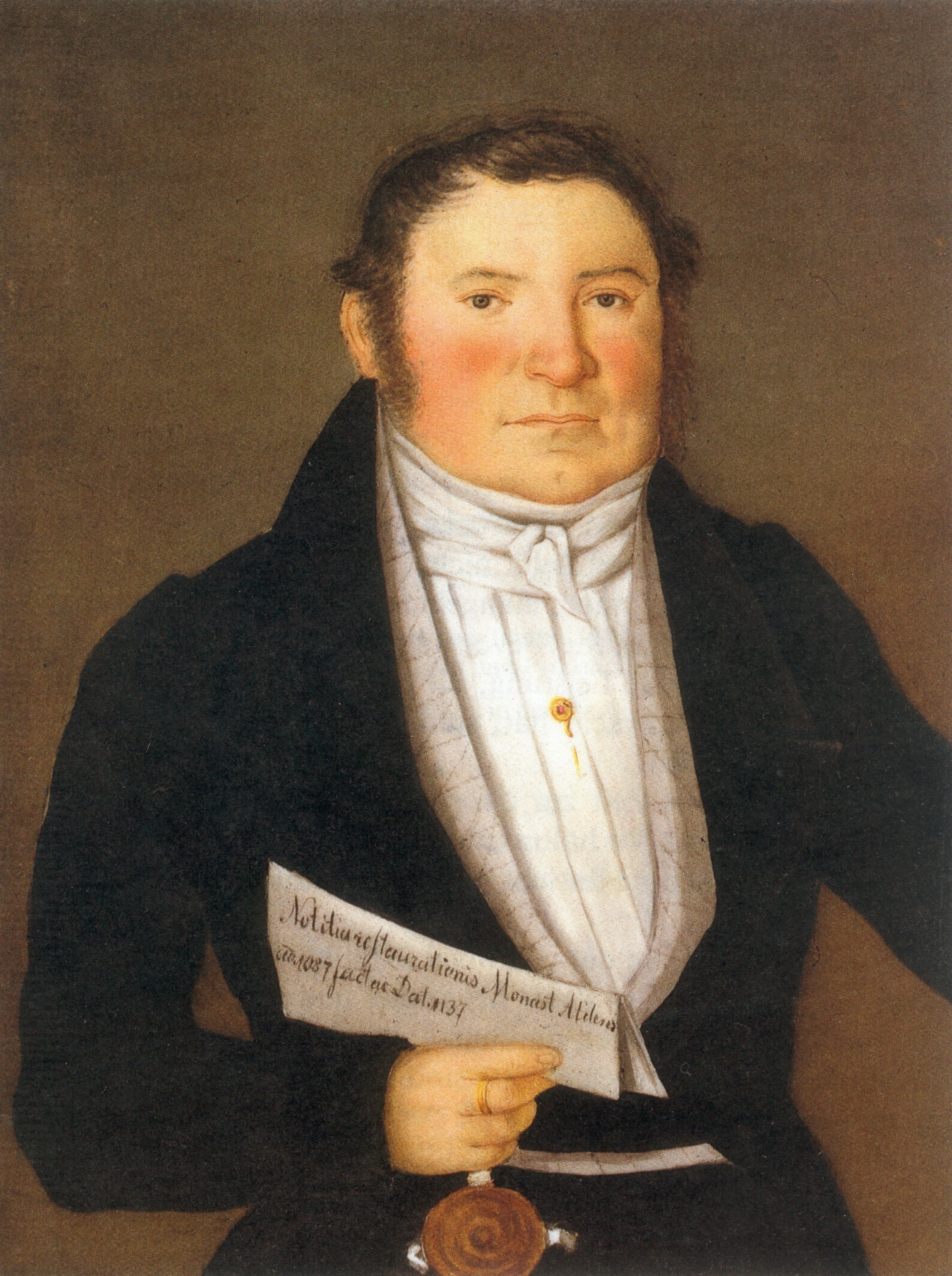
Joseph Heiserer um 1840

Joseph Heiserer (* 23. Januar 1794 in Affing; † 16. September 1858 in München) war ein deutscher Stadtschreiber in Wasserburg am Inn. Der Bürgerschaft der Stadt erwies er viele Dienste.

## Leben
Joseph Heiserer ging in Dillingen an der Donau zur Schule (Gymnasium von 1805 bis 1810, Lyzeum 1810 bis 1812). Danach studierte er Rechtswissenschaften an der in Universität Landshut. 1812 wurde er Mitglied des Corps Suevia Landshut/München. Nach dem Examen im Jahr 1815 war er Rechtspraktikant in Affing (nahe Augsburg), Wasserburg am Inn und München. 1819 wurde er sogenannter rechtskundiger, auf Lebenszeit angestellter Stadtschreiber in Wasserburg. Seine erfolgreiche Bewerbung auf die Stelle erfolgte laut seines Biographen Scheidacher aufgrund seiner starken Zuneigung zu der Stadt und ihrer Bevölkerung. Heiserer war zweimal verheiratet, aus der ersten Ehe stammt ein Sohn, aus der zweiten ein weiterer.

### Gesellschaftliches Wirken

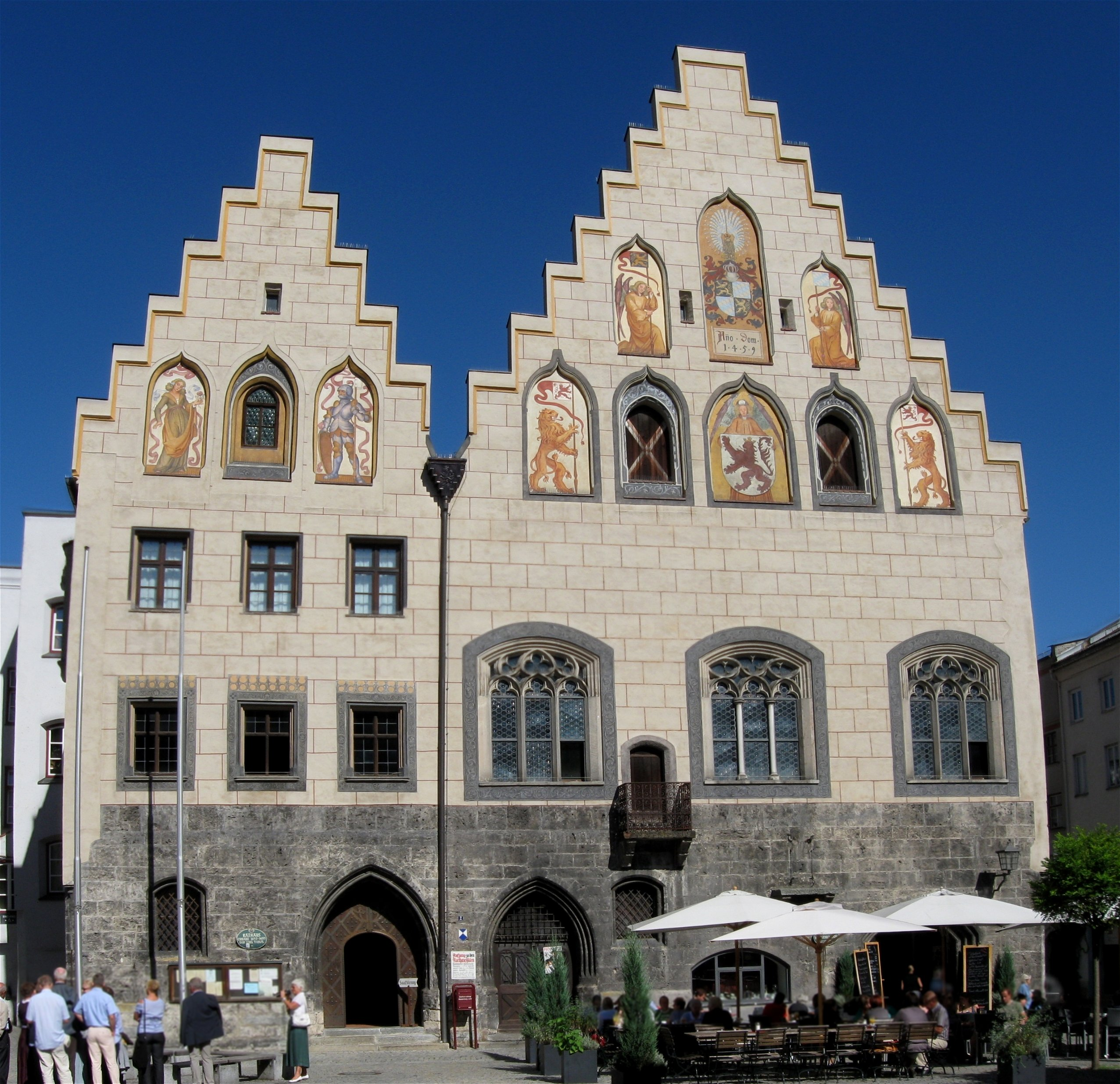
Rathaus, wohl der Arbeitsplatz von Heiserer

Heiserer war mehr als nur Stadtschreiber. Er wirkte auch als Gerichtshalter, als Archivar, als Autor von landes- und stadtgeschichtlichen Arbeiten, als Stadtchronist, als Armenpflegschaftsrat (Angestellter in der Sozialhilfeverwaltung) und als Mitglied der Sparkassenkommission. Die Städtische Sparkasse Wasserburg wurde auf Betreiben Heiserers gegründet. Sie nahm am 1. Oktober 1826 ihren Dienst auf und gehört zu den ältesten Sparkassen in Bayern. Heiserer initiierte zudem den städtischen Kindergarten. Von 1819 bis 1858 legte er eine Sammlung alter Münzen, Waffen und anderer historischer Gegenstände an. Sie wurde nach seinem Tod versteigert und dadurch in alle Winde zerstreut. Gleichwohl kann sie als Vorläufer des Museums Wasserburg gesehen werden.
Sein Biograph Ludwig Scheidacher nennt überdies einen Nekrolog des Stadtpfarrers Theodor Paul König. Dieser bescheinigt Heiserer eine musikalische Begabung und eine klangvolle Tenorstimme.

### Würdigung

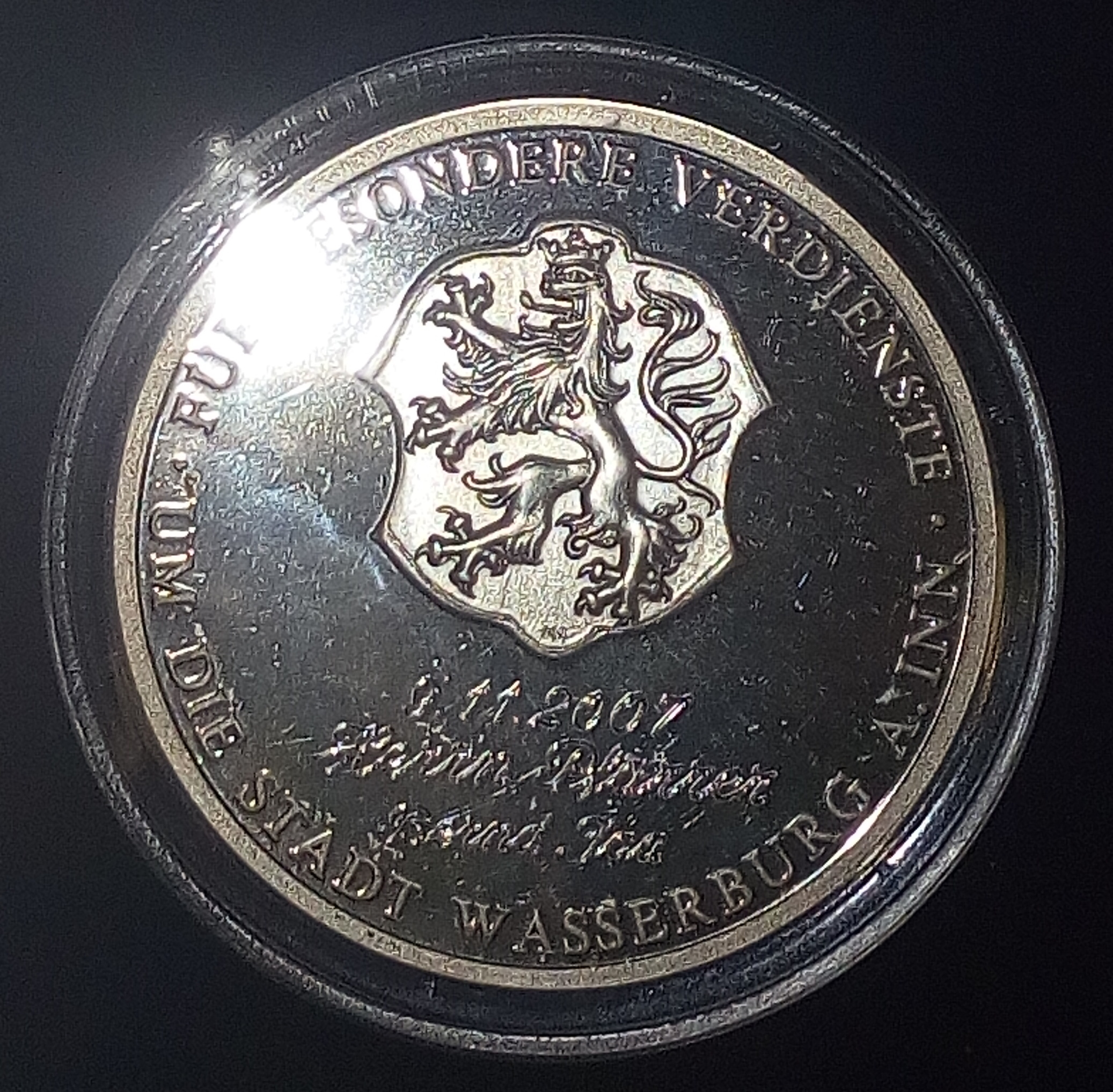
Heiserer-Medaille der Stadt Wasserburg

Joseph Heiserer zählte zu den herausragenden Persönlichkeiten der Stadt Wasserburg am Inn im 19. Jahrhundert. Er gilt als Musterbeispiel eines städtischen Bediensteten einer bayerischen Kleinstadt. Scheidacher beschreibt ihn als pflichtbewusst, loyal, königstreu, als „gestandenes Mannsbild“ und als einen „klugen Kopf“, als „wirklich hochbegabten Mann, der seine vielseitigen Fähigkeiten mit äußerstem Fleiß entwickelte und nutzte“. Auch spätere Dienstzeugnisse hätten ihm Talent, Wissen und Eifer bestätigt.

## Ehrungen
Nach ihm ist ein Platz in der Wasserburger Altstadt benannt. Die Stadt Wasserburg verleiht die Joseph-Heiserer-Medaille an Mitbürger, die sich besondere, beispielhafte Verdienste um das Ansehen der Stadt Wasserburg am Inn erworben haben. Die bisherigen Preisträger: Bernd Joa (2007), Gabi und Hans Brei (2008), Hanns Airainer (2009), Ferdinand Steffan (2010), Bert Lindauer (2011), Witgar Neumaier (2012), Willy Reichert (2013), Doris „Dorle“ Irlbeck (2014), Klaus Kaufmann (2015), Erich Baumgartner (2019), Claudia Geiger (2020).